# Битка код Даме
Битка код Даме вођена је 30. маја 1213. године између француске и енглеске војске. Завршена је победом Енглеске.

## Битка
У Англо-француском рату, Даме је 1213. године заузела француска флота од 1300-1700 бродова са 15.000 људи. Енглези је нападају 30. маја 1213. године. Имали су око 500 бродова под командом Вилијама Лонгсворда који је добио задатак да притекне у помоћ енглеском савезнику Феранду, грофу Фландрије. Пошто су заробили 300, а спалили и преостале француске бродове, Енглези су извршили десант, али су разбијени од стране француског краља Филипа II. Уверивши се да су му преостали бродови неупотребљиви, Филип је наредио да се спале.